# Grande Prêmio de Mônaco de 2002
Resultados do Grande Prêmio de Mônaco de Fórmula 1 realizado em Montecarlo em 26 de maio de 2002. Sétima etapa da temporada, foi vencido pelo britânico David Coulthard, da McLaren-Mercedes.

## Resumo
- Com o sexto lugar de Heinz-Harald Frentzen, foi marcado o último ponto da Arrows.
- Única vitória da McLaren no ano e também de David Coulthard.

## Corrida
| Pos.   | Nº | Piloto                | Construtor       | Voltas | Tempo/Diferença | Grid | Pontos |
| ------ | -- | --------------------- | ---------------- | ------ | --------------- | ---- | ------ |
| 1      | 3  | David Coulthard       | McLaren-Mercedes | 78     | 1:45:39.055     | 2    | 10     |
| 2      | 1  | Michael Schumacher    | Ferrari          | 78     | + 1.050         | 3    | 6      |
| 3      | 5  | Ralf Schumacher       | Williams-BMW     | 78     | + 1:07.450      | 4    | 4      |
| 4      | 14 | Jarno Trulli          | Renault          | 77     | + 1 volta       | 7    | 3      |
| 5      | 9  | Giancarlo Fisichella  | Jordan-Honda     | 77     | + 1 volta       | 11   | 2      |
| 6      | 20 | Heinz-Harald Frentzen | Arrows-Cosworth  | 77     | + 1 volta       | 12   | 1      |
| 7      | 2  | Rubens Barrichello    | Ferrari          | 77     | + 1 volta       | 5    |        |
| 8      | 7  | Nick Heidfeld         | Sauber-Petronas  | 76     | + 2 voltas      | 17   |        |
| 9      | 16 | Eddie Irvine          | Jaguar-Cosworth  | 76     | + 2 voltas      | 21   |        |
| 10     | 17 | Pedro de La Rosa      | Jaguar-Cosworth  | 76     | + 2 voltas      | 17   |        |
| 11     | 23 | Mark Webber           | Minardi-Asiatech | 76     | + 2 voltas      | 23   |        |
| 12     | 21 | Enrique Bernoldi      | Arrows-Cosworth  | 76     | + 2 voltas      | 21   |        |
| Ret    | 24 | Mika Salo             | Toyota           | 69     | Freios          | 9    |        |
| Ret    | 8  | Felipe Massa          | Sauber-Petronas  | 63     | Acidente        | 13   |        |
| Ret    | 12 | Olivier Panis         | BAR-Honda        | 51     | Acidente        | 18   |        |
| Ret    | 15 | Jenson Button         | Renault          | 51     | Acidente        | 8    |        |
| Ret    | 6  | Juan Pablo Montoya    | Williams-BMW     | 46     | Motor           | 1    |        |
| Ret    | 11 | Jacques Villeneuve    | BAR-Honda        | 44     | Falha mecânica  | 14   |        |
| Ret    | 4  | Kimi Räikkönen        | McLaren-Mercedes | 41     | Acidente        | 6    |        |
| Ret    | 22 | Alex Yoong            | Minardi-Asiatech | 29     | Acidente        | 22   |        |
| Ret    | 10 | Takuma Sato           | Jordan-Honda     | 22     | Rodou           | 16   |        |
| Ret    | 25 | Allan McNish          | Toyota           | 15     | Acidente        | 10   |        |
| Fonte: |    |                       |                  |        |                 |      |        |

## Tabela do campeonato após a corrida
| Pos.   | Piloto             | Pontos |
| ------ | ------------------ | ------ |
| 1      | Michael Schumacher | 60     |
| 2      | Ralf Schumacher    | 27     |
| 3      | Juan Pablo Montoya | 27     |
| 4      | David Coulthard    | 20     |
| 5      | Rubens Barrichello | 12     |
| Fonte: |                    |        |

| Pos.   | Construtor       | Pontos |
| ------ | ---------------- | ------ |
| 1      | Ferrari          | 72     |
| 2      | Williams-BMW     | 54     |
| 3      | McLaren-Mercedes | 24     |
| 4      | Renault          | 11     |
| 5      | Sauber-Petronas  | 8      |
| Fonte: |                  |        |

- Nota: Somente as primeiras cinco posições estão listadas.